# Castelo Denmylne

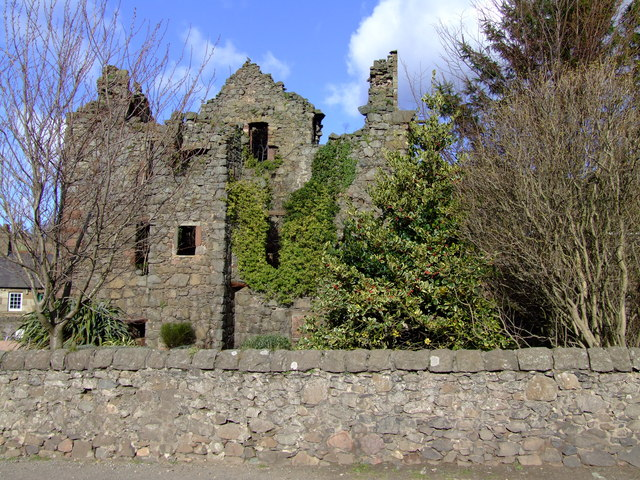
Castelo Denmylne, Escócia.

O Castelo Denmylne (em inglês:  Denmylne Castle) é um castelo do século XVI atualmente em ruínas localizado em Abdie, Fife, Escócia.
Encontra-se classificado na categoria "A" do "listed building" desde 17 de outubro de 1973.